# Divisione del Lower River
Il Lower River è una delle divisioni in cui è diviso il Gambia con 82.361 abitanti (censimento 2013). Il capoluogo è Mansa Konko.

## Geografia antropica

### Suddivisioni amministrative
La divisione è suddivisa in 6 distretti:
- Jarra Central
- Jarra East
- Jarra West
- Kiang Central
- Kiang East
- Kiang West